# Cyrtodactylus deveti
Espèce
Synonymes
- Gymnodactylus deveti Brongersma, 1948

Statut de conservation UICN

 DD  : Données insuffisantes
Cyrtodactylus deveti est une espèce de geckos de la famille des Gekkonidae.

## Répartition
Cette espèce est endémique de Morotai dans les Moluques en Indonésie.

## Étymologie
Cette espèce est nommée en l'honneur d'Arnold C. De Vet (1904-2001).

## Publication originale
- Brongersma, 1948 : Lizards from the island of Morotai (Moluccas). Proceedings of the Koninklijke Nederlandse Akademie van Wetenschappen, sér. C, vol. 51, p. 486-495 (texte intégral).